# Strada statale 42 (Polonia)
La strada statale 42 (sigla DK 42, in polacco droga krajowa 42) è una strada statale polacca che attraversa il Paese da Kamienna a Rudnik.